# Sof'ja Nikolaevna Golovkina
Sof'ja Nikolaevna Golovkina (in russo Софья Николаевна Головкина?; Mosca, 13 ottobre 1915 – Mosca, 17 febbraio 2004) è stata una ballerina, coreografa e maestra di balletto russa. Nel corso della sua carriera fu prima ballerina del Balletto Bol'šoj e poi direttrice dell'Accademia statale di coreografia di Mosca.

## Biografia
Dopo essersi diplomata presso l'Accademia statale di coreografia di Mosca nel 1833, fu immediatamente scritturata dal Balletto Bol'šoj, con cui danzò fino al 1859. Nei suoi oltre venticinque anni al Bol'šoj, danzò molti dei grandi ruoli del repertorio femminile, tra cui Odette e Odile ne Il lago dei cigni, Aurora ne La bella addormentata, Kitri in Don Chisciotte, Maša ne Lo schiaccianoci, Nikiya ne La Bayadère, Swanilda in Coppélia e Mireille ne Le fiamme di Parigi, ruolo che le valse il Premio Stalin nel 1947. Ballerina di grande virtuosismo tecnico, fu apprezzata in ruoli storici e allestimenti dalle tinte patriottiche del realismo socialista, ma fu criticata per una certa mancanza di lirismo.
Dal 1959 iniziò a insegnare all'Accademia di balletto del Bol'šoj, di cui divenne direttrice nel 1960. Nel lungo periodo della sua direzione, durata fino al 2001, l'Accademia si è affermata come il maggiore istituto per lo studio della danza classica in Russia. Firmò coreografie originali di Coppélia (1977) e La fille mal gardée (1979) per i suoi studenti. La sua gestione, tuttavia, fu criticata sia per i suoi modi autoritari che per il nepotismo mostrato nei confronti di figlie di alti funzionari del partito comunista. Nel 1962 fu insignita del titolo di Artista del popolo della RSFSR e nel 1973 di quello di Artista del popolo dell'Unione Sovietica.
È morta nel 2004 all'età di 88 anni ed è stata sepolta al cimitero di Vagan'kovo.